# Harrisville (Utah)
Harrisville je město v okresu Weber County ve státě Utah. K roku 2020 zde žilo 7 036 obyvatel. S celkovou rozlohou 7,8 km² byla hustota zalidnění 901,2 obyvatel na km².